# Ischgl
Ischgl település Ausztriában, Tirolban a Landecki járásban található. Területe 103,3 km², lakosainak száma 1 562 fő, népsűrűsége pedig 15 fő/km² (2014. január 1-jén). A település 1377 méteres tengerszint feletti magasságban helyezkedik el.
A település részei:
- Ischgl 
  - Ebene
  - Fimbatal
  - Pasnatsch
  - Paznaun
  - Paznauntal
  - Platt
  - Vergröß
  - Versahl
  - Waldhof
- Mathon 
  - Piel
  - Valzur

## 2020-as COVID–19-koronavírus-járvány
Egy dán csoport alapos feltérképezés után jutott arra a következtetésre, hogy a népszerű tiroli turisztikai település, Ischgl kulcsszerepet játszhatott a vírusnak egész Európában való rohamos elterjedésében.
Ausztriában hatszáz, Németországban és a skandináv országokban pedig akár 1200 fertőzés  is lehetett a síparadicsomhoz köthető, 2020. március 1-jén Izlandról kiindulva, 2020. február végétől kezdődően történt átvitel. Az esetek jelentős részét továbbá az üdülőhely kitzlochi après-ski bárjához vezették vissza, ahol a sípok megosztása valószínűleg a fertőzés közvetítője volt. Még akkor is, amikor más országok egészségügyi hatóságai elkezdtek figyelmeztetéseket kiadni az Ischglbe való utazástól, az üdülőhely nyitva maradt, a tiroli hatóságok pedig lekicsinyelték a kockázatokat. A bárt végül március 10-én bezárták, és az egész várost karantén alá helyezték március 13-tól 2020. április 22-ig.
Ischgl 1600 lakosa közül két személy halt meg. Kilencet kórházban kezeltek, egyet az intenzív osztályon.. 2020 áprilisában a lakosság 51,4%-ában találtak antitesteket, 2020 novemberében még mindig 45,4%-ban.

## Fordítás
- Ez a szócikk részben vagy egészben  az   Ischgl című angol Wikipédia-szócikk ezen változatának fordításán alapul.  Az eredeti cikk szerkesztőit annak laptörténete sorolja fel. Ez a jelzés csupán a megfogalmazás eredetét és a szerzői jogokat jelzi, nem szolgál a cikkben szereplő információk forrásmegjelöléseként.